# Polaris (band)
Polaris is een Australische metalcoreband afkomstig uit Sydney. De band werd geformeerd door Daniel Furnari en Jake Steinhauser in 2012, nadat de twee elkaar ontmoet hadden bij de Battle of the Bands op hun middelbare school. Het debuutalbum van de band, The Mortal Coil bereikte de zesde plaats in de Australische hitlijsten en sleepte een nominatie in de wacht voor beste hard rock/heavy metal album bij de ARIA awards.

## Personele bezetting
| Huidige leden - Daniel Furnari – drums (2012–heden) - Jamie Hails – leidende vocalen (2012–heden) - Rick Schneider – slaggitaar (2012–heden) - Jake Steinhauser – schone vocalen (2012–present), slaggitaar (2012–2013), bas (2013–heden) | Voormalige leden - James West – synthesizer, keyboards (2012-2014) - Matt Steinhauser – bas (2012−2013) - Ryan Siew – leidende gitaar (2013–2023) |

Tijdlijn

## Discografie
Albums
| Jaar | Album details |
| ---- | --- |
| 2017 | The Mortal Coil - Uitgebracht op: 3 november 2017 - Label: Resist, SharpTone - Dragers: CD, Digitale Download, Vinyl  |
| 2020 | The Death Of Me - Uitgebracht op: 21 februari 2020 - Label: Resist, SharpTone - Dragers: CD, Digitale Download, Vinyl |

Ep's
| Jaar | Ep details |
| ---- | --- |
| 2013 | Dichotomy - Uitgebracht op: 29 november 2013 - Label: Onafhankelijk - Dragers: CD, Digital Download            |
| 2016 | The Guilt & The Grief - Uitgebracht op: 29 januari 2016 - Label: Onafhankelijk - Dragers: CD, Digital Download |